# Грейт-Фоллс (Вірджинія)
Грейт-Фоллс (англ. Great Falls) — переписна місцевість (CDP) в США, в окрузі Ферфакс штату Вірджинія. Населення — 15 953 особи (2020).

## Географія
Грейт-Фоллс розташований за координатами 39°0′43″ пн. ш. 77°18′9″ зх. д. / 39.01194° пн. ш. 77.30250° зх. д. (39.012049, -77.302566).  За даними Бюро перепису населення США в 2010 році переписна місцевість мала площу 66,45 км², з яких 65,83 км² — суходіл та 0,62 км² — водойми.

## Демографія
Згідно з переписом 2010 року, у переписній місцевості мешкало 15 427 осіб у 4977 домогосподарствах у складі 4439 родин. Густота населення становила 232 особи/км².  Було 5179 помешкань (78/км²).
Расовий склад населення:
| - 80,5 % — білих - 13,5 % — азіатів - 1,8 % — чорних або афроамериканців - 0,1 % — корінних американців |

До двох чи більше рас належало 3,4 %. Частка іспаномовних становила 3,9 % від усіх жителів.
За віковим діапазоном населення розподілялося таким чином: 29,2 % — особи молодші 18 років, 58,3 % — особи у віці 18—64 років, 12,5 % — особи у віці 65 років та старші. Медіана віку мешканця становила 44,8 року. На 100 осіб жіночої статі у переписній місцевості припадало 101,2 чоловіків;  на 100 жінок у віці від 18 років та старших — 97,3 чоловіків також старших 18 років.
Медіана доходів становила 177 778 доларів для чоловіків та 113 561 долар для жінок. За межею бідності перебувало 1,9 % осіб, у тому числі 1,5 % дітей у віці до 18 років та 1,1 % осіб у віці 65 років та старших.
Цивільне працевлаштоване населення становило 7171 особа. Основні галузі зайнятості: науковці, спеціалісти, менеджери — 36,5 %, освіта, охорона здоров'я та соціальна допомога — 15,4 %, публічна адміністрація — 9,8 %, фінанси, страхування та нерухомість — 9,7 %.